# Gheorghe Plagino
Gheorghe Alexandru Plagino (* 16. November 1876 in Dumbrăveni (Vrancea); † 3. Mai 1949 in Bukarest) war ein rumänischer Sportschütze.
Plagino war der Sohn eines Großgrundbesitzers, der ihm ein Leben in Paris ermöglichte, wo er eine Tochter des rumänischen Botschafters heiratete. Als einziger Rumäne nahm Plagino an den Olympischen Spielen 1900 in Paris teil, wo er im Tontaubenschießen den 13. Platz erreichte. Da bei den ersten Olympischen Spielen 1896 in Athen kein Teilnehmer aus Rumänien dabei war, ist Plagino der erste rumänische Olympionike überhaupt. Erst ab 1924 gab es auch rumänische Meisterschaften im Schießen. 1927 und 1928 wurde Plagino rumänischer Meister.
1908 wurde Plagino als zweiter Rumäne Mitglied des IOCs. Von 1923 bis 1940 war er Vizepräsident des Nationalen Olympischen Komitees und von 1933 bis 1940 Präsident der Union der rumänischen Sportverbände.